# Guido Enderis
 (août 2025).
Guido Ernst Enderis (3 septembre 1874 – 25 avril 1948) est un journaliste américain. Il a été chef du bureau de l’Associated Press puis du New York Times à Berlin. Il est notamment connu pour ses positions favorables au régime fasciste en Allemagne. L’un des correspondants américains restés le plus longtemps en poste à Berlin au début de la Seconde Guerre mondiale, il a exercé comme correspondant étranger de 1914, au Germania-Herold, jusqu’à son départ forcé en 1941.. 

## Jeunesse
Guido Enderis naît à Chicago le 3 septembre 1874, dans une famille d’immigrants suisses. Il s’intéresse au journalisme grâce à son père, Henry, qui travaille pour les publications Brumder à Milwaukee. Son frère, Henry W. Enderis, fait également carrière dans la presse et dirige pendant vingt ans le Lincoln Freie Presse à Lincoln, dans le Nebraska. Guido Enderis commence sa carrière de journaliste à Milwaukee, au Milwaukee Free Press, puis au Milwaukee Sentinel. En 1912, il participe à la vie politique locale en devenant directeur de campagne de Lawrence McGreal, candidat démocrate au poste de shérif du comté de Milwaukee lors des primaires du Wisconsin. 